# سد جیزان
سد جیزان (به عربی: سد وادی جازان) یک سد وزنی در عربستان سعودی است که در Abu `Arish, Jizan Province واقع شده‌است.